# Armanis
Armanis är en ort i Armenien. Den ligger i provinsen Lori, i den nordvästra delen av landet, 90 kilometer norr om huvudstaden Jerevan. Armanis ligger 1 527 meter över havet och antalet invånare är 436.
Terrängen runt Armanis är huvudsakligen kuperad, men åt nordväst är den platt. Närmaste större samhälle är Tasjir, 12,8 kilometer norr om Armanis.
Omgivningarna runt Armanis är en mosaik av jordbruksmark och naturlig växtlighet. Runt Armanis är det ganska tätbefolkat, med 96 invånare per kvadratkilometer.